# Waag (Alkmaar)
De Waag in Alkmaar is een gebouw op het Waagplein dat in gebruik is geweest als kapel en waag. Het Hollands Kaasmuseum en de VVV zijn tegenwoordig in het gebouw gevestigd. Het gebouw heeft een toren met beroemde ruitertjes en een fraai carillon. Het gebouw is in 1969 aangewezen als rijksmonument. Op het Waagplein wordt in de zomer de Kaasmarkt gehouden. 

## Geschiedenis
De geschiedenis van het waaggebouw gaat terug tot de 14e eeuw. In die periode was het gebouw als kapel van het naastgelegen H. Geestgasthuis in gebruik. In dit gasthuis konden arme reizigers gedurende drie dagen en nachten gratis onderdak krijgen; ook werden er zieken verpleegd door monniken of nonnen. In 1566 gaf de bisschop van Haarlem toestemming om het H. Geestgasthuis in te richten tot waaggebouw. In 1582 besloot men de waag over te brengen naar de grotere H. Geestkapel, die inmiddels niet meer in gebruik was voor de godsdienstige activiteiten.

### De verbouwing
De verbouwing van H. Geestkapel tot waag, waarbij de oostzijde (de koorsluiting van de kapel) werd weggebroken, werd in 1583 voltooid. Op die oostzijde van het gebouw kwam een rijk versierde gevel in renaissancestijl (de huidige voorgevel uit 1884 heeft dit oorspronkelijke ontwerp nauwkeurig gevolgd). De contouren van de oude koorsluiting van de kapel zijn nog te zien in het plaveisel in de straat naast deze fraaie gevel. In 1597/1603 werd de dakruiter vervangen door de huidige Waagtoren. In het houtwerk in de toren zijn jaartallen 1601 (uurwerkkamer) en nog hoger 1602 aanwezig.

## Kaasmarkt

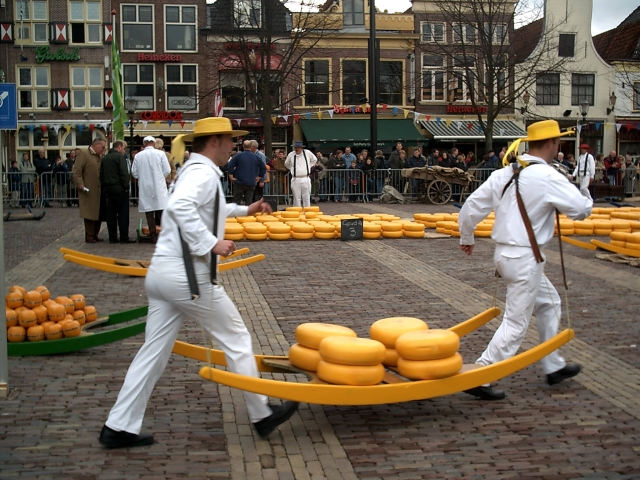
Kaasmarkt in Alkmaar op het Waagplein

De Kaasmarkt in Alkmaar vindt in 2025 in de periode van 28 maart tot en met 26 september op vrijdagochtend plaats, van 10:00-13:00 uur, en in de maanden juli en augustus ook op dinsdagavond, van 19:00-21:00 uur. Jaarlijks bezoeken 170.000 mensen de markt. De Kaasmarkt vindt plaats op het Waagplein naast de Waag.

## Spreuk

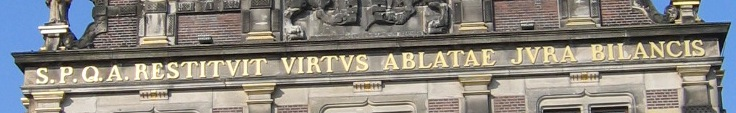
Spreuk op de waag

Op de oostelijke sierlijke voorgevel van de Waag staat de volgende spreuk in gouden letters: "SPQA (Senatus PopulusQue Alcmariensis) RESTITVIT VIRTVS ABLATAE JVRA BILANCIS" | "Moed en kracht schonken regering en burgerij van Alkmaar het verloren waagrecht weer". Deze spreuk herinnert aan het dappere en succesvolle verweer van de bevolking van Alkmaar tegen de Spanjaarden, tijdens het ontzet van 8 oktober 1573, ten gunste van de Prins van Oranje kreeg de burgerij van Alkmaar op 13 juli 1581 de Waag in volle eigendom terug.

## Klokken

### Situatie vandaag

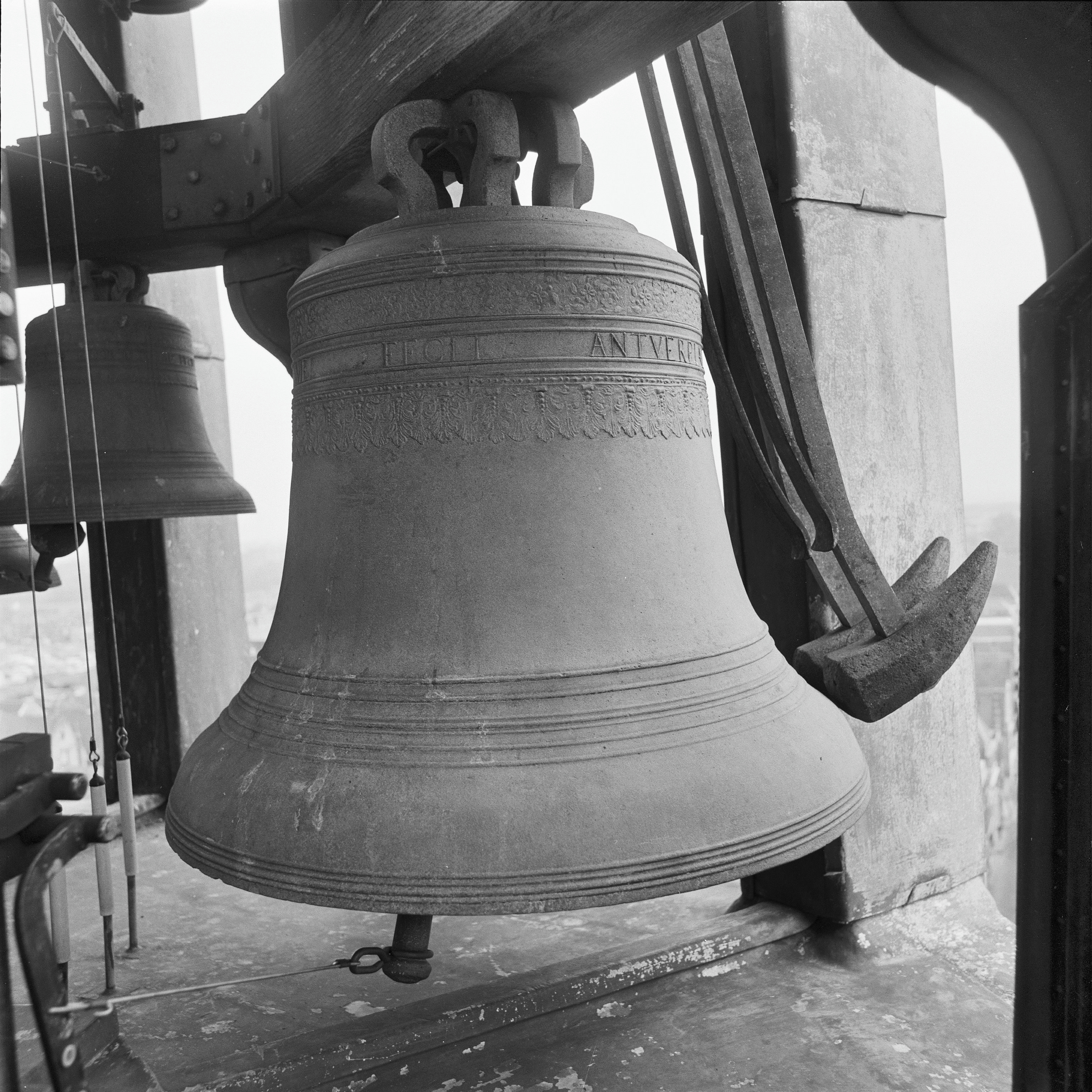
Klok van Melchior de Haze in het carillon

- In de toren bevindt zich vandaag de dag een carillon van 47 klokken (Es1 (klinkt iets lager) ± 1375kg-f1-g1-chrom.-es5 - gestemd in de Middentoonstemming. Het klokkenspel bestaat voor het merendeel uit nieuwe (38 stuks) klokken gegoten door Eijsbouts in 1967. Slechts 9 basklokken uit 1688 van Melchior de Haze zijn nog in de toren aanwezig.
- In de spits van de toren hangt een afgekeurd De Haze klokje uit de Grote kerk uit 1688 als versiering.
- Op de luidklokkenzolder onder de uurwerk-/speeltrommelkamer hangt een oudere klok, de poortklok, van Henrick Wegewaert uit Kampen gegoten in 1616 (doorsnee 124 cm).

### Geschiedenis van het klokkenspel
In de 16e eeuw was het Waaggebouw - met een kleine toren (een dakruiter) - de kapel van het H. Geestgasthuis. Voor deze dakruiter goot Jacob Waghevens een voorslag van elf klokken. Later werden er aan deze elf klokken nog zeven toegevoegd en werd er, zoals op de meeste plaatsen gebruikelijk was, ook een klavier geplaatst. In de zeventiende eeuw, toen de gebroeders Hemony overal hun zuiver gestemde klokkenreeksen leverden, kreeg ook Alkmaar daar oren naar. Steden als Enkhuizen, Amsterdam en Haarlem waren Alkmaar daarin voorgegaan. Men ontbood Pieter Hemony in 1671 om een klokkenspel te maken voor de sinds 1603 vergrote Waagtoren. Tot die tijd moesten de Alkmaarse musici het doen met de oude klokkenreeks van 18 stuks. De  16e-eeuwse Klokkengieters goten hun klokken zo veel mogelijk op toon, omdat ze de techniek van stemmen niet kenden / beheersten. Het spreekt vanzelf dat die klokken niet al te zuiver zullen hebben geklonken. De gebroeders Hemony waren befaamd om hun gietkunst en bovenal om hun kunst van het stemmen. De valse klanken van de 16e-eeuwse klokken waren reden ze te vervangen. Pieter Hemony maakte in 1671 echter bezwaar tegen de vele spijlen in de klokkentoren en stelde als voorwaarde voor het leveren van een carillon, dat deze spijlen voor een deel zouden worden verwijderd, zodat zijn klokken beter tot hun recht konden komen. Hier ging men in Alkmaar niet op in en zodoende werd er door Pieter Hemony geen klokkenspel geleverd. Enkele jaren later, in 1685, had Alkmaar een financiële meevaller en wilde men alsnog een zuiver gestemd klokkenspel aanschaffen. Pieter Hemony was inmiddels overleden. De toren werd rond die tijd opgeknapt en men probeerde een nieuw klokkenspel te bestellen bij de opvolgers van Hemony, met name Claude Fremy. Zijn broer Mammes die het carillon van Purmerend had gegoten was toen al overleden. Deze Mammes zou de stemkunst wel hebben beheerst, maar dat is niet meer aan te tonen, want de door hem gestemde klokken voor Leiden en Purmerend zijn verloren gegaan. Claude Fremy nam het brons van de oude klokken in en goot in Amsterdam in 1685 een nieuw carillon van drie octaven (35 klokken). Bij keuring door de door Alkmaar aangestelde adviseurs bleken de klokken verre van zuiver te klinken en werden ze afgekeurd. Ook na herkeuring was de keuringscommissie niet overtuigd. Uiteindelijk bood Fremy aan de klokken op zijn kosten in de toren te installeren om te bewijzen dat de klokken zo vals niet waren. Hier ging men in Alkmaar op in, maar het kwam niet tot uitvoering. Claude Fremy moest de waarde van het brons terugbetalen aan Alkmaar. Uurwerkmaker Willem Spraackel uit Haarlem was in diezelfde tijd al bezig met de voorbereidingen voor de installatie op de Waagtoren. Het ijzerwerk voor de ophanging was reeds gereed. Ook had Spraackel de speeltrommel al gereed en het uurwerk verbouwd. 

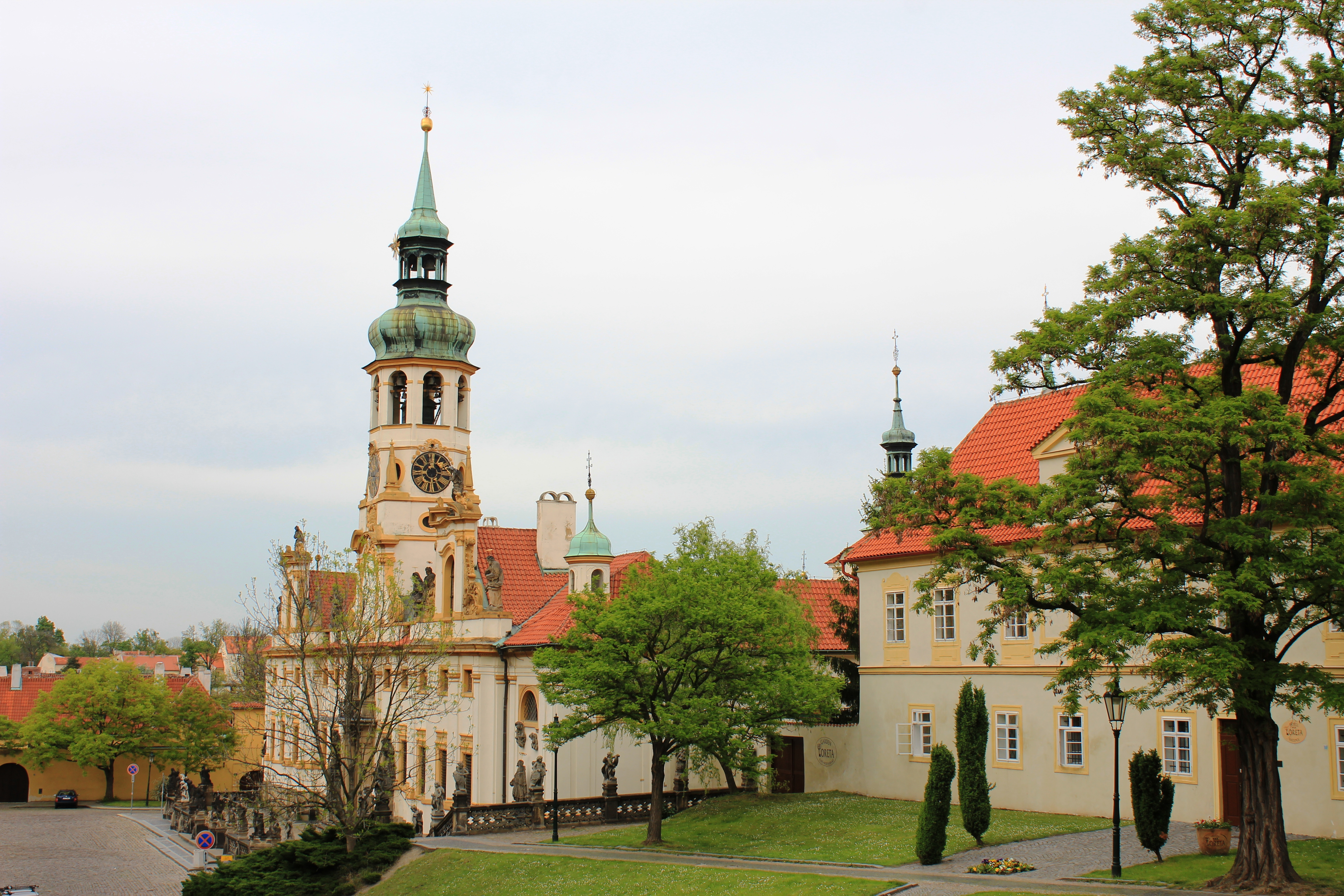
Loreto-kloostercomplex met in de toren voor Alkmaar bestemde afgekeurde klokken van Claude Fremy, geleverd in 1699

 Een deel van de klokken van Claude Fremy bestaat nog steeds. In Ned. Hervormde kerk van Westwoud hangt een klok als luidklok met Diameter 936 mm. Slagtoon a1 die oorspronkelijk voor de Waag was bedoeld. Het opschrift was: Consulis - Auspicilis - Adriani - Nomine - Schagae - Civibus - Alkmariae - Ludo - Sonoque - Meis - Claude Fremy  me Fecit Amstelodami 1684. Dat is vrij vertaald: Onder bescherming van met name burgemeester Adrianus Schagen, heeft Claude Fremy dit spel in 1684 voor de burgerij van Alkmaar gemaakt. Daarnaast kocht in 1685 een koopman uit Praag: Eberhard de Glauchov in Amsterdam bij Claude Fremy een klokkenspel voor een klooster in Praag. Aan de jaartallen op de klokken is te zien dat deze oorspronkelijk voor de Haagse toren in Den Haag en de Waag in Alkmaar waren bedoeld. In 1699 werden ze in de toren van het Loreto-klooster in Praag in Tsjechië geïnstalleerd. Na deze affaire met Claude Fremy nam men in Alkmaar op advies van Willem Spraackel en David Slechtenhorst, klokkenist van Leiden, contact op met Melchior de Haze. Dit duo had al eerder geadviseerd en samengewerkt in Den Haag voor een nieuw klokkenspel op de Sint-Jacobstoren van deze klokkengieter uit Antwerpen. Hoewel bewijs er van ontbreekt had deze De Haze vrijwel zeker het stemmen van klokken geleerd bij Pieter Hemony, mogelijk toen deze in Gent werkte. De deskundigen uit Alkmaar informeerden bij Spraackel of het reeds gemaakte ijzerwerk wel geschikt was voor klokken van een andere gieter. Dit bleek geen probleem te zijn. De Haze werkte met de maten van Hemony die Fremy ook gebruikte. En zo goot Melchior de Haze voor de Waagtoren in 1687/88 een drie octaafs klokkenspel, zijnde 35 klokken op basis Es in de middentoonstemming. Ze werden gekeurd in Antwerpen door onder meer de eerder genoemde David Slegtenhorst, de Hoornse klokkenist-organist Cornelis van Neck, de Alkmaarse klokkenist Gerard van der With en de klokkendeskundige uit Haastrecht Jacob Claren. Het spel werd goedgekeurd en direct naar Alkmaar verscheept. Op 26 Oktober 1688 om 3 uur 's middags kon Gerard van der With het De Haze-spel inspelen. Er bleef echter na de levering wat onvrede over kort klinkende klokjes, waarna De Haze er in 1689 nog een zestal verving. In deze staat bleef het klokkenspel bestaan tot in de 20ste eeuw.

### Het carillon na 1900

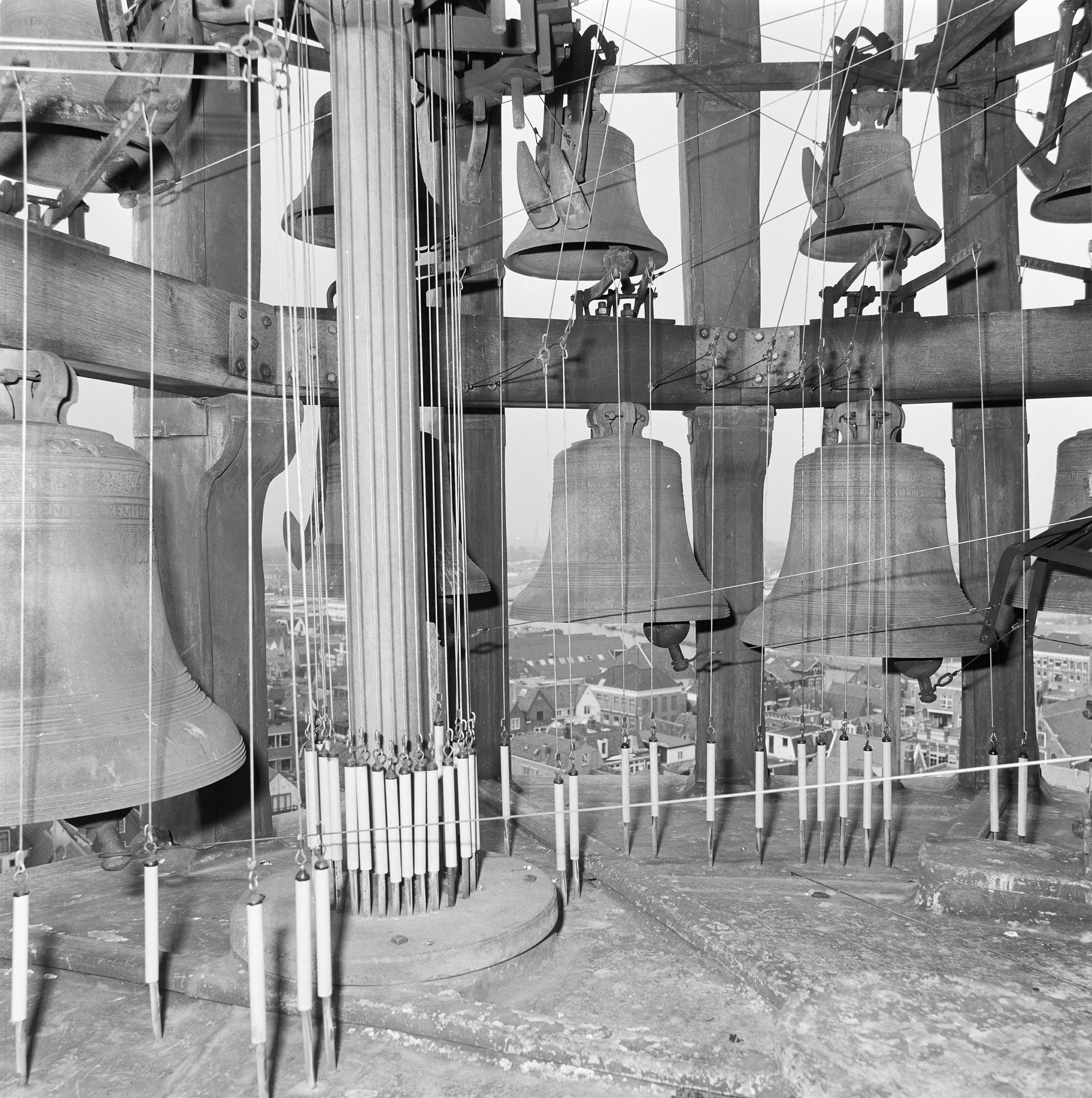
De nieuwe klokken van Eijsbouts met historiserende profielen. Antiek model hamers voor de speeltrommel; klepels voor het klavier

Rond 1900 waren er twee klokken gebarsten waarvan er één door klokkengieter van Bergen uit Midwolda werd gelast en één hergoten. Het resultaat was niet bevredigend zodat Eijsbouts de klokken nogmaals verving in 1926 met klokken gegoten door Taylor (Engelstalige link) uit Engeland. Toch bevredigde dit carillon niet en na herstellingen in 1948 door van de Kerkhof en in 1953 opnieuw door Eijsbouts werd er rond 1960 besloten om de zaak nu eens goed aan te pakken. Dit betekende min of meer de ondergang van het oude Waagcarillon. Slechts de negen zwaarste De Haze klokken uit 1688, aangevuld met 38 nieuwe klokken gegoten door Eijsbouts hangen nu in de Waagtoren. Bij de restauratie in 1967 onder advies van de Nederlandse Klokkenspel Vereniging met daarin o.a. Romke de Waard werden de door slijtage en luchtvervuiling beschadigde klokken van Melchior de Haze uit Antwerpen vervangen door nieuwe klokken tot een concertcarillon van 4 octaven. Op uitdrukkelijk verzoek van architect C.W. Royaards probeerde Eijsbouts replica's te maken passend bij de negen oude klokken. Het hoogste octaaf bestaat uit moderne klokjes. Tussen 2006 en 2013 werd er onderhoud gepleegd aan carillon en toren. Zo werd de speeltrommel van een doelmatiger bedrading voorzien naar de klokken waardoor meer ruimte ontstond bij het klavier en de tussenliggende zolders.

### De vrijgekomen De Haze klokken

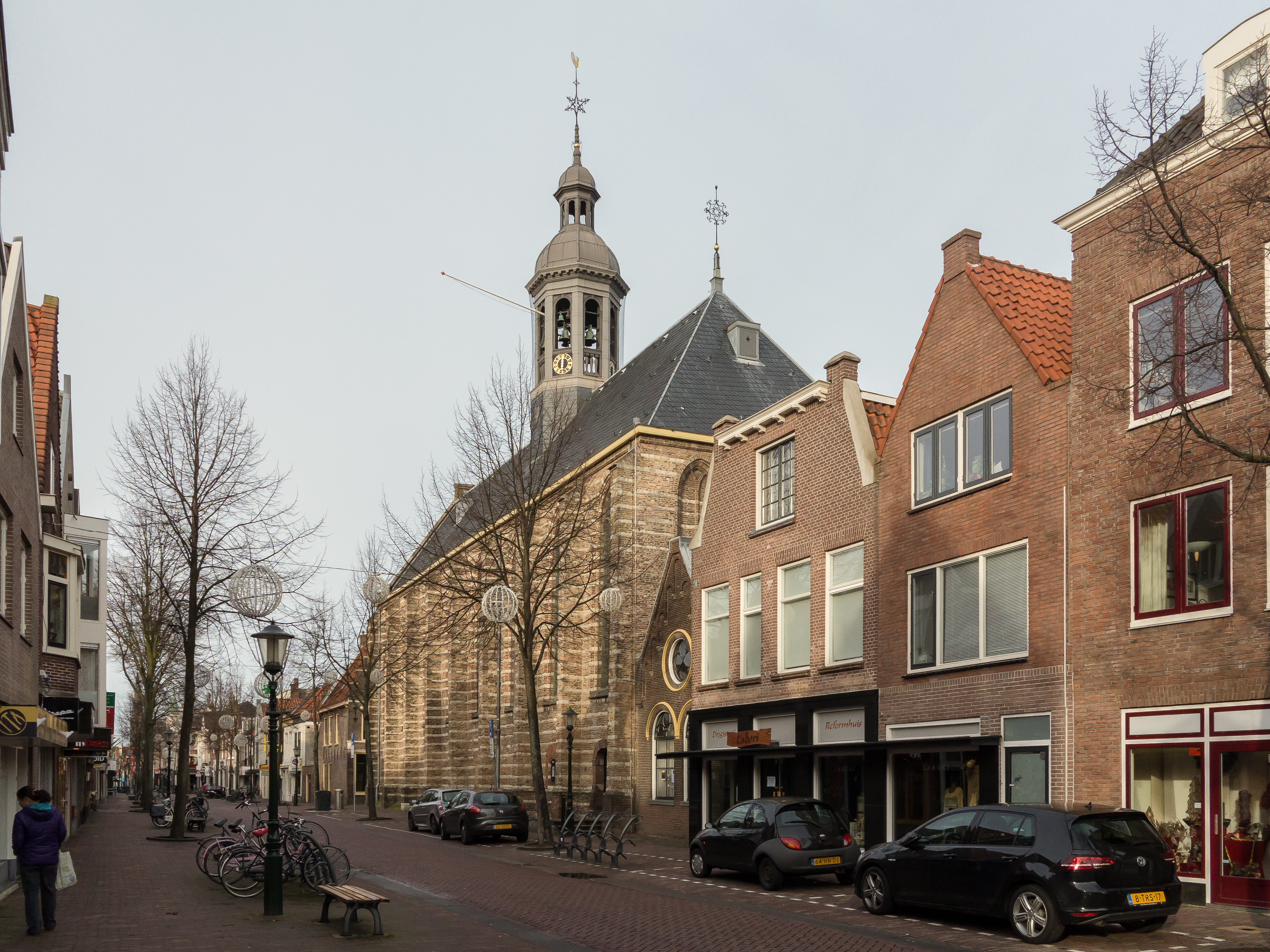
Alkmaar, de Kapelkerk met in de dakruiter de afgekeurde De Haze klokken

12 oude klokken uit de Waag hangen sinds de restauratie in zestiger jaren in de dakruiter van de Grote Kerk ter vervanging van mindere exemplaren. 2 Taylor klokjes en 21 klokken uit zowel de Waagtoren als de Grote kerk hangen in de dakruiter van de Kapelkerk waar ze sinds de restauratie van de kerk en dakruiter tussen 2001 en 2005 automatisch spelen met een nieuw gebouwde speeltrommel die door het oude uurwerk overdag ingang wordt gezet op het hele en halve uur. Er was bij de oplevering van de restauratie van de Kapelkerk geen geld om ook nog een klavier aan te schaffen zodat de oude klokken ook met de hand konden worden bespeeld. Dat is wel voorbereid voor de toekomst. Er zijn al enkele ontbrekende klokjes geschonken in 2005.

### Uurwerk met Speeltrommel

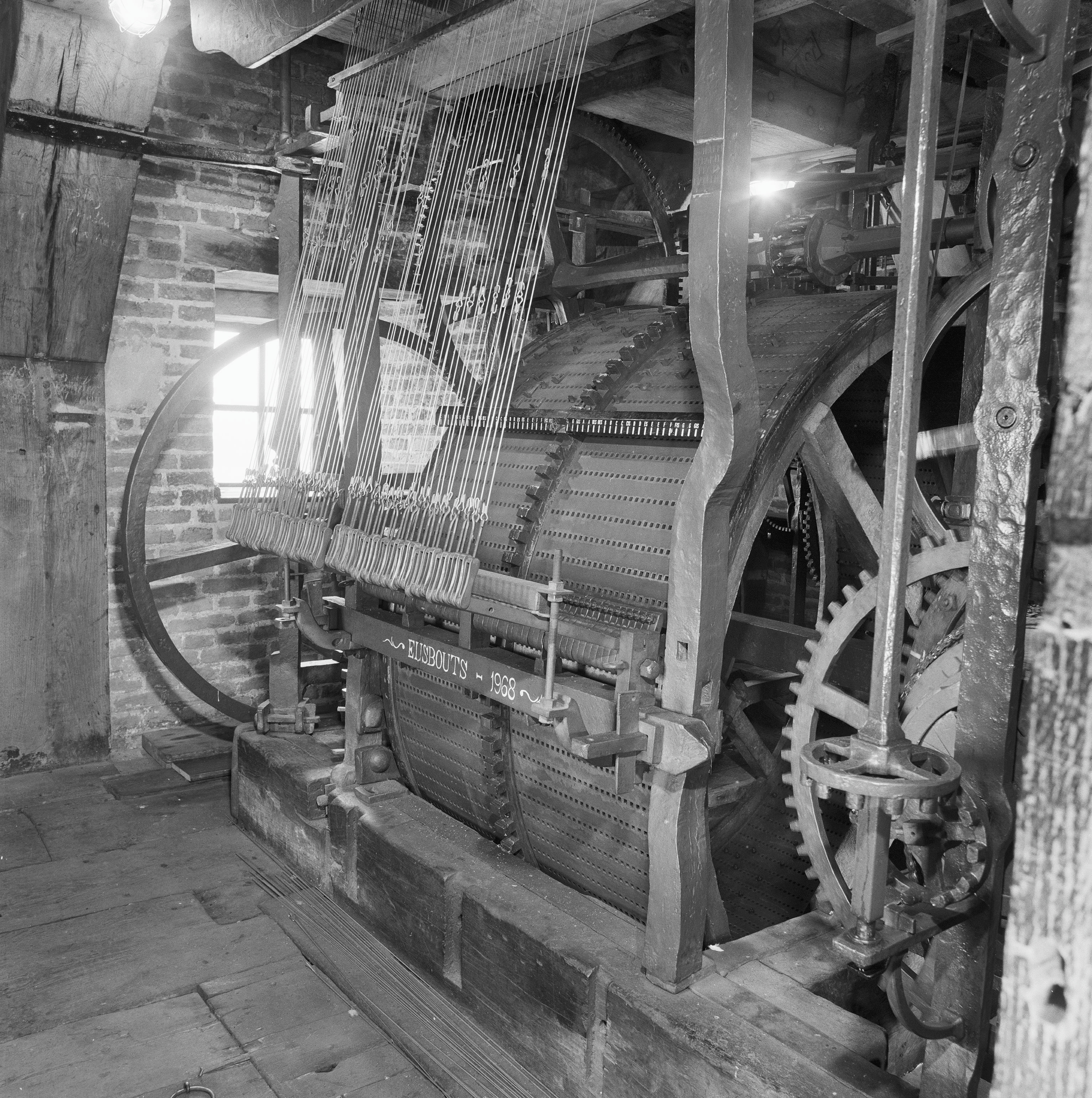
Speeltrommel gebouwd door Willem Spraackel

In de Waagtoren dateert het uurwerk met gotische hoekstijlen uit 1541. De speeltrommel die de kwartieren speelt (als tijdsaanduiding) werd in dit bestaande uurwerk door Willem Spraackel uit Haarlem in 1686 aangebracht. Ook werd in dat jaar het uurwerk van een slinger, volgens het Scheveningsesysteem van Christiaan Huygens  een uitvinding die gepatenteerd werd in 1657 voorzien. Eerder liep het minder precies met een foliot boven het uurwerk met spillegang wat tot die tijd bij uurwerken gebruikelijk was. Door het naar een slingeruurwerk met ankergang om te bouwen was de afwijking voor de juiste tijd slechts enkele minuten per dag, afhankelijk van de temperatuur. Om deze verbouwingen te realiseren moest het slagwerk voor het halve uur verplaatst worden. Torenuurwerken hebben meestal aparte slagwerken voor heel en half uur. De halfuurslag vindt plaats op een iets lichtere klok vandaar die aparte slagwerken. Dit systeem noemt men 'Hollandse slag'. Het automatisch spelen van de klokken om de tijd aan te kondigen is al traditie in Alkmaar sinds er klokken op de torens hangen. Het carillon speelt het hele etmaal rond elk kwartier met een daarbij behorende melodie. Ook in de nacht moest men kunnen horen hoe laat het was.

### De ruitertjes

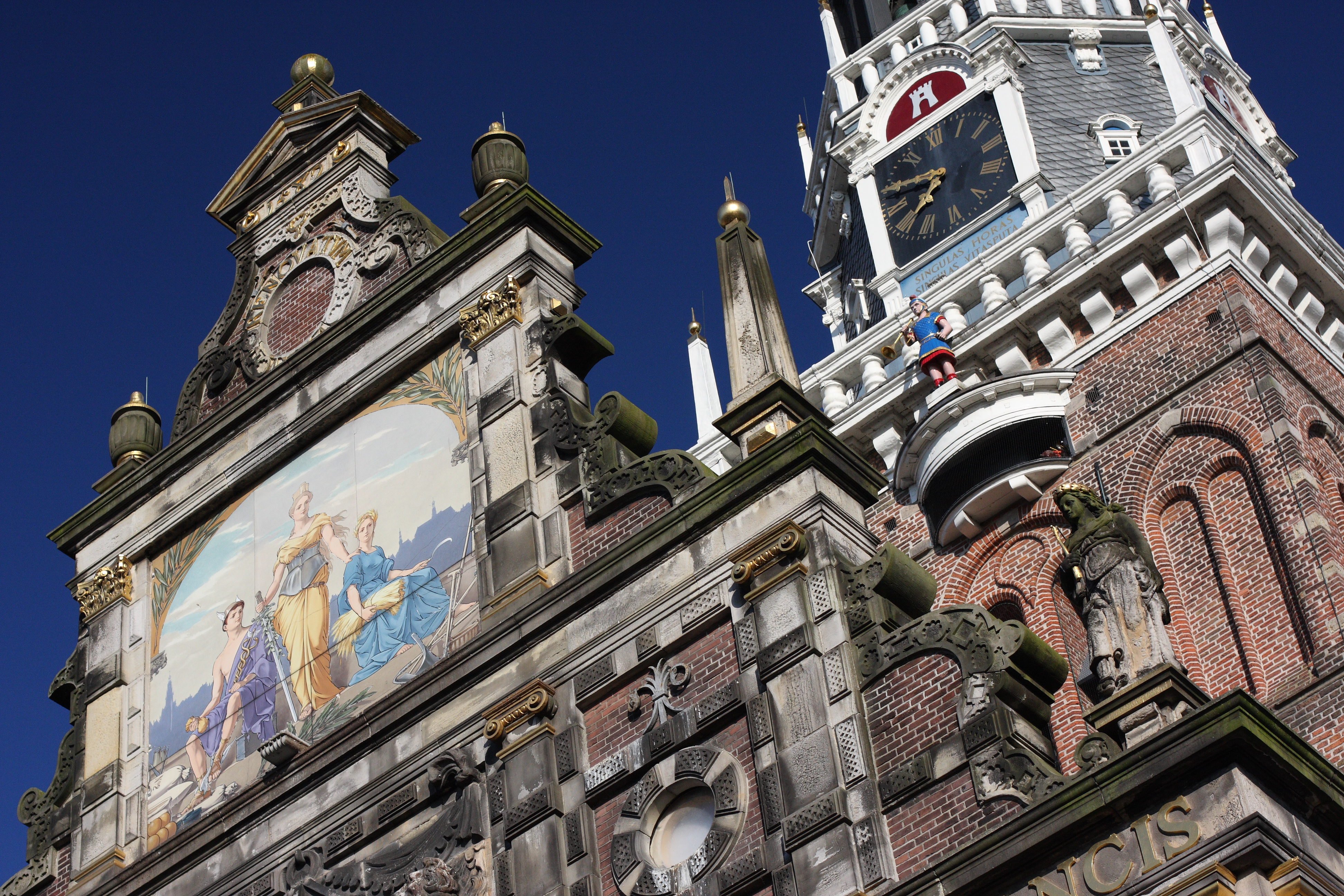
Waagtoren met ruitertjes en trompettist)

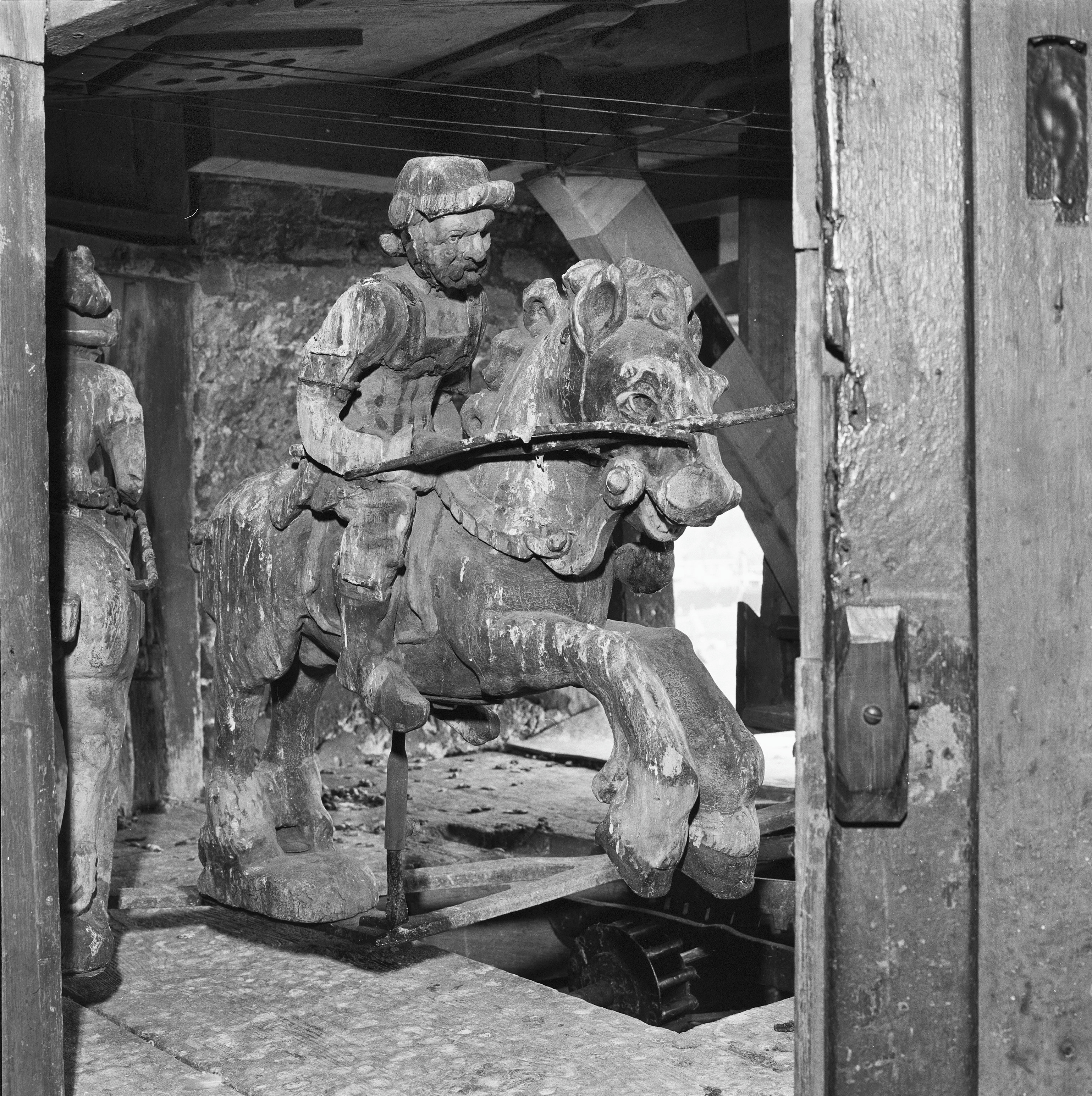
Een ruiter in ruststand in de toren

Verder is er in de toren een 'ruiterspel'. Ridders te paard voeren tijdens het slaan van het hele uur een steekspel op terwijl een houten trompettist daarna een aantal maal per dag op zijn trompet blaast. Hij speelt na de heel uurslag een automatische melodie althans dat lijkt zo want het wordt in werkelijkheid gespeeld door een klein orgeltje dat vanuit het uurwerk gedirigeerd wordt en dat achter de ruitertjes staat opgesteld. De pijpjes van het orgeltje moeten regelmatig worden gestemd door de stadsbeiaardier van Alkmaar. Door temperatuurschommelingen ontstemmen de tongwerken in het orgeltje die met een gelijk gestemde labiaalpijp kunnen worden bijgestemd. De stadsbeiaardier is ook de persoon die de speeltrommel van het klokkenspel tweemaal per jaar van nieuwe melodieën voorziet. Dit noemt men versteken. Om de melodie te versteken moet hij eerst thuis het arrangement maken van de melodieën die er op komen. Ook de melodie op het orgeltje van het ruiterspel kan worden verstoken naar een andere melodie.

### Carillonbespelingen
Wekelijkse bespeling van het carillon vindt het hele jaar door plaats op zaterdagmorgen van 11 tot 12 uur. Verder van april tot oktober tijdens de kaasmarkt op vrijdag om 09.15u-09.45u, 10.45u-11.00u en 11.45u-12.00u. In de zomermaanden zijn er op woensdag om 16 uur concerten op het Waagcarillon door gastbeiaardiers. Sinds 2009 is Christiaan Winter door de gemeente Alkmaar aangesteld als stadsbeiaardier.